# الطاقة المتجددة في السعودية

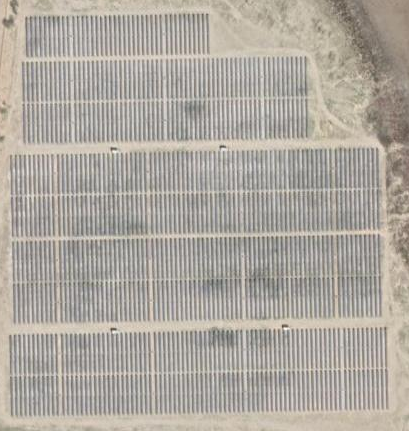
صورة فضائية لمحطة طاقة كهروضوئية مخصصة لتزويد محطة تحلية المياه في الخفجي بالكهرباء

الطاقة المتجددة في السعودية: تنص رؤية السعودية 2030 على خريطة طريق وضعتها المملكة لتنويع الاستثمارات بعيدا عن النفط، والتي تعترف بأن السعودية ما زالت تفتقر إلى قطاع تنافسي للطاقة المتجددة في الوقت الحالي. ويتمثل أحد الأهداف على المدى القريب في إنتاج أقصى قدر من الطاقة الشمسية وطاقة الرياح في البلاد من خلال توليد 9.5 غيغا واط من الطاقة المتجددة.
أصدرت المملكة العربية السعودية رؤية 2030 للتنمية المستدامة، تضمنت، في المحور الخاص باقتصاد مزدهر، بنداً خاصاً بسوق الطاقة المتجددة يهدف إلى إضافة 5.9 غيغا واط من الطاقة المتجددة إلى الإنتاج المحلي بحلول عامة 2023 كمرحلة أولى، فضلاً عن توطين نسبة كبيرة من سلاسل القيمة للطاقة المتجددة في الاقتصاد الوطني، شاملاً أنشطة البحث والتطوير والتصنيع وغيره.
من أجل ذلك، أنشى البرنامج الوطني للطاقة المتجددة مبادرة إستراتيجية تحت مظلة رؤية المملكة 2030 ومبادرة الملك سلمان للطاقة المتجددة. يستهدف البرنامج زيادة حصة المملكة العربية السعودية في إنتاج الطاقة المتجددة إلى الحد الأقصى.
بدأ البرنامج في خارطة طريق محددة ومتسقة لتنويع مصادر الطاقة المحلية وتحفيز التنمية الاقتصادية والعمل وصولا لاستقرار اقتصادي مستدام في المملكة في ضوء أهداف رؤية المملكة 2030 والتي تتضمن تأسيس صناعة الطاقة المتجددة ودعم تطور هذا القطاع الواعد وذلك بالعمل على الوفاء بالتزامات المملكة تجاه تخفيض انبعاثات ثاني أكسيد الكربون

## الخلفية:
إن ارتفاع معدل النمو السكاني والاقتصادي في المملكة العربية السعودية يتبعه ارتفاع في معدل استهلاك الطاقة، سواء كان ذلك في الوقود أو الكهرباء أو تحلية المياه، وللمحافظة على الموارد الحالية ولتحقيق التوازن وتلبية متطلبات الحياة للأجيال القادمة وتحقيق التنمية الاقتصادية؛ توجهت المملكة لاتخاذ خطوات جادة في استخدام مصادر الطاقة المتجددة بجانب النفط والغاز ضمن مزيج الطاقة الوطني.
لذا أطلقت المملكة العربية السعودية البرنامج الوطني للطاقة المتجددة، في تطلّع فاعل إلى توطين سوق الطاقة المتجددة في المملكة مع تحقيق أعلى المعايير العالمية، حيث يهدف البرنامج إلى تفعيل المصادر المحلية لإنتاج الطاقة المتجددة. فمن المخطط أن يتم إنتاج ما مجموعه 9.5 غيغاواط من الطاقة المتجددة بحلول العام 2023م مع هدف مرحليّ بإنتاج 3.45 غيغا واط بحلول العام 2020م.
وسيساهم هذا البرنامج الوطني للطاقة المتجددة بشكل فعّال في دعم اقتصاد المملكة وتطوير الكوادر البشرية من خلال تحقيقه للتوسع الاستثماري في قطاعات جديدة، وكذلك استقطابه لاستثمارات الشركات العالمية والمحلية وتأسيس التقنيات المتقدمة وتوطينها.

## الطاقة المتجددة:
وتسمى كذلك «الطاقة المستدامة»

## البرنامج الوطني للطاقة المتجددة
البرنامج الوطني للطاقة المتجددة مبادرة إستراتيجية تحت مظلة رؤية المملكة 2030 ومبادرة الملك سلمان للطاقة المتجددة. يستهدف البرنامج زيادة حصة المملكة العربية السعودية في إنتاج الطاقة المتجددة إلى الحد الأقصى. بدأ البرنامج في خارطة طريق محددة ومتسقة لتنويع مصادر الطاقة المحلية وتحفيز التنمية الاقتصادية والعمل وصولا لاستقرار اقتصادي مستدام في المملكة في ضوء أهداف رؤية المملكة 2030 والتي تتضمن تأسيس صناعة الطاقة المتجددة ودعم تطور هذا القطاع وذلك بالعمل على الوفاء بالتزامات المملكة تجاه تخفيض انبعاثات ثاني أكسيد الكربون.
الهدف المبدئي للبرنامج الوطني للطاقة المتجددة هو إنتاج 3.45 غيغا واط من الطاقة المتجددة بحلول عام2020، ترتفع إلى 9.5 غيغا واط في 2023، وذلك باستخدام طاقة الرياح والطاقة الشمسية وتقنية تحويل النفايات إلى طاقة وغيرها من مصادر الطاقة المتجددة.
يعد البرنامج الوطني للطاقة المتجددة في المملكة برنامجاً طويل المدى متعدد الأوجه، ومصمم لتحقيق التوازن في مزيج الطاقة الكهربائية والوفاء بمساهمات المملكة الطوعية والمقررة وطنيا لتجنب انبعاثات ثاني أكسيد الكربون وغازات الاحتباس الحراري الأخرى تماشياً مع رؤية المملكة 2030، حيث يهدف البرنامج إلى زيادة حصة الطاقة المتجددة بشكل كبير في مزيج الطاقة الكهربائية في المملكة. تتم إدارة وتنفيذ البرنامج الوطني للطاقة المتجددة من قبل وزارة الطاقة والصناعة والثروة المعدنية.
| أهداف البرنامج الوطني للطاقة المتجددة |       |                                                           |             |
| حجم الطاقة المتجددة المنتجة           | السنة | المصدر                                                    | مرجع        |
| 3.45 غيغا واط                         | 2020  | وزارة الطاقة مدينة الملك عبد الله للطاقة الذرية والمتجددة | [ 1 ] [ 9 ] |
| 9.5 غيغا واط                          | 2023  | وزارة الطاقة مدينة الملك عبد الله للطاقة الذرية والمتجددة | [ 1 ] [ 9 ] |

## مكتب تطوير مشاريع الطاقة المتجددة
أنشأت وزارة الطاقة والصناعة والثروة المعدنية مكتب تطوير مشاريع الطاقة المتجددة في عام 2017، لتحقيق أهداف البرنامج الوطني للطاقة المتجددة ليتماشى مع رؤية 2030. ويعمل كقيادة موحدة لقدرات المملكة في أبحاث الطاقة وقياسها وجمع بياناتها وتنظيمها وتطويرها وطرح المناقصات المتعلقة بالطاقة المتجددة، ويتولى مسؤولية تنفيذ البرنامج وفق الخطط والجداول الزمنية المعتمدة بطريقة منتظمة وشفافة، بما يضمن الاستفادة المطلقة للمملكة من الطبيعة التنافسية لتكلفة الطاقة المتجددة، ويهدف البرنامج الوطني للطاقة المتجددة إلى زيادة حصة الطاقة المتجددة بشكل كبيرفي المملكة. المكتب ويتعاون المكتب مع أصحاب المصلحة في قطاع الطاقة في المملكة بما في ذلك مدينة الملك عبد الله للطاقة الذرية والمتجددة وهيئة تنظيم الكهرباء والإنتاج المزدوج والشركة السعودية للكهرباء.

### المرحلة الأولى
طرح مكتب تطوير مشاريع الطاقة المتجددة في عام 2017م المرحلة الأولى من مشاريع الطاقة المتجددة في المملكة، التي ضمت مشروع سكاكا للطاقة الشمسية الكهروضوئية بقدرة 300 ميغاوات، الذي تم ربطه مؤخراً بشبكة الكهرباء الوطنية، ومشروع دومة الجندل لطاقة الرياح بقدرة 400 ميغاوات، وهو قيد البناء حالياً.

### المرحلة الثانية
في 18 يوليو 2019م، أطلق مكتب تطوير مشاريع الطاقة المتجددة المرحلة الثانية من البرنامج الوطني للطاقة المتجددة، التي تألفت من ستة مشاريع للطاقة الشمسية الكهروضوئية، بسعة إجمالية تصل إلى 1,470 ميغاوات. المشاريع الستة موزعة على فئتين، الأولى تشمل مشروعين لإنتاج الطاقة الشمسية الكهروضوئية من محطتي المدينة المنورة (50 ميغاواط) ورفحاء (45 ميغاواط). والفئة الثانية تضم 4 مشاريع؛ هي: الفيصلية (600 ميغاواط) ورابغ (300 ميغاواط) وجدة (300 ميغاواط) ومهد الذهب (20 ميغاواط). وتكفي قدرة التوليد الإجمالية للمشاريع السبعة البالغة 1.51 غيغاواط، لتوليد الطاقة لـ 226.500 أسرة.

### المرحلة الثالثة
المرحلة الثالثة من البرنامج الوطني للطاقة المتجددة، يتكون من أربعة مشاريع لإنتاج الطاقة الشمسية الكهروضوئية بسعة إجمالية تصل إلى 1,200 ميغاوات. وسيتم تقسيم مشاريع هذه المرحلة إلى فئتين: «الفئة أ» تشمل مشروع ليلى 80 ميغاوات ومشروع وادي الدواسر 120 ميغاوات، أما «الفئة ب» فتشمل مشروع سعد 300 ميغاوات ومشروع الرس 700 ميغاوات.

## توطين تقنيات الطاقة المتجددة
برنامج توطين تقنيات الطاقة المتجددة يعمل على زيادة المحتوى المحلي لقطاع تقنيات الطاقة المتجددة وذلك بتسريع نمو القطاع الخاص المحلي من خلال تمكين ودعم الشركات المحلية في تطوير منتجات وتطبيقات وخدمات الطاقة المتجددة، وذلك بإنشاء مشاريع أولية لهذه التقنيات بقيادة القطاع الخاص عن طريق تطبيق مبدأ مشاركة التكاليف بين مدينة الملك عبدالله للطاقة الذرية والمتجددة والقطاع الخاص المحلي.
ويُشرِك البرنامج القطاع الخاص في جميع مراحل توطين التقنية، بدايةً بخلق الفكرة إلى التنفيذ ثم التقييم والتسليم. ويؤكد إشراك القطاع الخاص بدفع التكاليف للمشاريع الأولية لهذه التقنيات على كون المشروع ذو جدوى تجارية مستقبلية بشكل مستدام. وتعمل مدينة الملك عبد الله للطاقة الذرية والمتجددة على تحديد تقنيات الطاقة المتجددة ذات الاحتمالية العالية للنجاح في المملكة العربية السعودية، فيتم طرح المشاريع للتقنيات المحددة مع القطاع الخاص بشكل عادل ومفتوح للجميع للتأكيد على تنافسية العروض المقدمة بشكل يضمن الجودة.
يقوم البرنامج على اشتراط شركة سعودية من القطاع الخاص الربحي كقائد لمشاريع توطين التقنيات لضمان استدامة المشروع بالمملكة العربية السعودية. فيعمل البرنامج على ضمان الاستدامة عن طريق مشاركة المدينة للقطاع الخاص بالأرباح الناتجة عن المشروع المشترك بشكل معقول على فترات طويلة. كما يضمن البرنامج تحقيق العوائد عن طريق توليد الوظائف الخاصة بالمشروع مع القطاع الخاص، إلى جانب تحقيق عائد مالي للقطاع العام عبر عائدات ضرائب القيمة المضافة الناتجة عن المشاريع والصناعات المرتبطة بالبرنامج.

## البحث والتطوير في الطاقة المتجددة
يقوم قسم البحث والتطوير والابتكار في مدينة الملك عبد الله للطاقة الذرية والمتجددة باجراء عدد من برامج البحوث في مجالات الطاقة المتجددة وكفاءة الطاقة والتقنية المشتركة، كما تقوم بدعم برامج بحوث في مجالات دتطوير القدرة الاستيعابية، التمويل والتخطيط للبحث والتطوير وبرنامج الأنظمة الداعمة، وبرنامج تصنيع الطاقة. وتتم استضافة هذه البرامج في ثلاث مختبرات محلية مجهزة بشكل عالي في المدينة المستدامة وستكون هذه المختبرات كمرافق للاستخدام.
تجري الجامعات والقطاع الصناعي البحوث الأساسية التقليدية والتي تمولها المنح، بينما البحوث الصناعية  تموّل عادة من قبل المشاريع الخاصة وتكون موجهة لأغراض تجارية.

### رقم قياسي عالمي
حققت السعودية السعر الأكثر تنافسية على مستوى العالم في توليد طاقة الرياح، حيث حقق السعر الخاص بتنفيذ مشروع محطة دومة الجندل لتوليد طاقة الرياح بسعة 400 ميغاواط رقما قياسيا عالميا جديدا لهذا النوع من المشاريع. وسجل سعر تكلفة إنتاج الكهرباء البالغ (1.99 سنت/كيلواط/ ساعة) رقما قياسيا جديدا على مستوى العالم.

## أنواع الطاقة المتجددة المستخدمة في السعودية

### الطاقة الشمسية

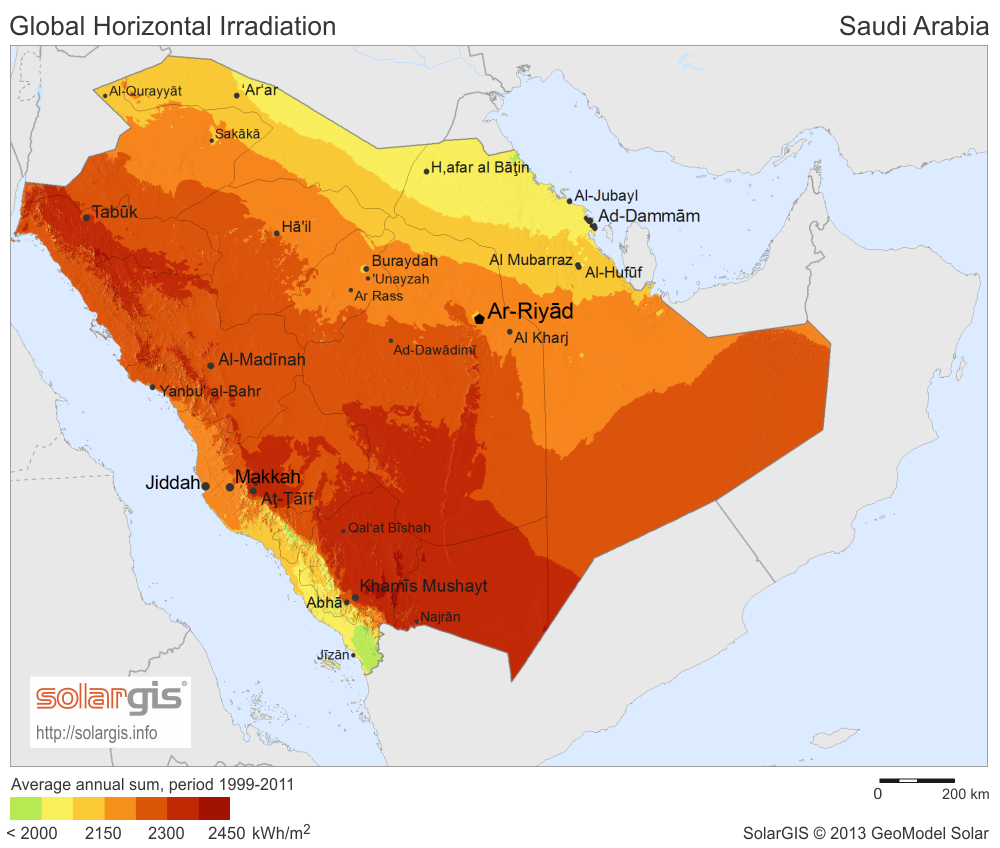
إمكانات الطاقة الشمسية

أصبحت الطاقة الشمسية في السعودية أكثر أهمية للبلاد مع ارتفاع أسعار النفط. في عام 2011، تم إنتاج أكثر من 50٪ من الكهرباء عن طريق حرق النفط. أعلنت الوكالة السعودية المسؤولة عن تطوير قطاع الطاقة المتجددة في الأمم المتحدة، كا كير Ka-care، في مايو 2012 أن الدولة ستقوم بتركيب 41 غيغاوات من الطاقة الشمسية بحلول عام 2032. ومن المتوقع أن تتكون من 25 غيغاوات من الطاقة الشمسية الحرارية و 16 غيغاوات من الخلايا الكهروضوئية. في وقت هذا الإعلان، كان لدى المملكة العربية السعودية 0.003 غيغاوات فقط من قدرة الطاقة الشمسية المركبة. كان من المتوقع إجمالي 24 غيغاوات من الطاقة المتجددة بحلول عام 2020، و 54 غيغاوات بحلول عام 2032. من المتوقع أن يكتمل 1100 ميغاوات من الخلايا الكهروضوئية و 900 ميغاوات من الطاقة الحرارية الشمسية المركزة (CSP) بحلول أوائل عام 2013. أيضا في عام 2013، حققت الطاقة الشمسية في المملكة العربية السعودية تكافؤ الشبكة وتمكنت من إنتاج الكهرباء بتكاليف مماثلة للمصادر التقليدية.
أعلنت السعودية في مارس 2018 أنها تخطط مع سوفت بنك لتركيب 200 غيغاوات من الطاقة الشمسية حتى عام 2030. تم إلغاء هذا المشروع في سبتمبر 2018. ويقارن هذا بتركيب عالمي للطاقة الشمسية بقدرة 100 غيغاوات في عام 2017. وفي عام 2016، بلغت طاقة توليد الكهرباء في المملكة العربية السعودية 77 غيغاوات.

#### المشاريع

##### محطة سكاكا للطاقة الشمسية
كان المشروع الأول ضمن خطة السعودية للتحول للطاقة المتجددة، وتبلغ طاقته 300 ميغاواط من الطاقة الشمسية الكهروضوئية، التي توفر الكهرباء لـ45 ألف منزل، وتسهم في خفض 430 ألف طن من الانبعاثات الكربونية سنوياً. ووضع الملك سلمان بن عبد العزيز حجر الأساس للمشروع في نوفمبر 2018.
«فينيكس سولار» في ألمانيا بدأت في المملكة العربية السعودية. في عامي 2012 و 2014، وقامت الشركة الكهروضوئية ببناء وحدتين شمسيتين على موقع مركز بحوث البترول في الرياض. وأمرت «أرامكو» السعودية بإنشاء 3.5 ميغاواط و 1.8 ميغاواط من الحقول الشمسية.

##### محطة سدير للطاقة الشمسية
محطة سدير للطاقة الشمسية مشروع قيد التنفيذ، يقع في مدينة سدير الصناعية، وستبدأ أول المراحل التشغيلية للمشروع في النصف الثاني من عام 2022. تصل الطاقة الإنتاجية للمشروع إلى 1500 ميغاواط، لتكون أحد أكبر المحطات الشمسية في العالم، والأكبر في المملكة العربية السعودية، وتبلغ قيمتها الاستثمارية 3.4 مليار ريال سعودي، وتلبي احتياجات 185 ألف وحدة سكنية من الطاقة، وخفض انبعاث الكربون بحوالي 2.9 طن سنويا، كما سجل مشروع سدير للطاقة الشمسية ثاني أقل تكلفة إنتاج للكهرباء من الطاقة الشمسية عالمياً، حيث بلغت التكلفة 1.239 سنتاً أمريكي/ كيلو واط للساعة.

### طاقة الرياح
طاقة الرياح هي تلك الطاقة المنتجة باستعمال الرياح، وذلك باستخدام توربينات الرياح لإنتاج الطاقة الكهربائية. ويعد هذاالنوع من الطاقة وفيراً وأقل تكلفة وقابل للتجدد ونظيفة لا تنتج عنها أية غازات ضارة كغاز ثاني أكسيد الكربون أو غاز الميثان. لم تُدرس موارد الرياح في السعودية بشكل كامل حتى الآن، مع أنه تم استخدام أجهزة رصد طاقة الرياح على مستوى تجريبي.
يعتمد تحديد مواقع حقول الرياح بشكل كبير على دراسة نشاط حركة الرياح في المنطقة، ويتم قياس ذلك عن طريق الدراسات الجيوغرافية، والأقمار الصناعية، وأجهزة الرصد والقياس الاستشعارية.

#### المشاريع

##### مشروع دومة الجندل لطاقة الرياح
أطلق الملك سلمان في نوفمبر 2018 مشروع دومة الجندل لإنتاج الكهرباء باستغلال طاقة الرياح، الذي تبلغ طاقته 400 ميغاواط، ويستهدف تغذية 70 ألف منزل بالطاقة الكهربائية. بدأ العمل في المزرعة في منتصف السنة الميلادية 2019، ومن المتوقع أن يبدأ المشروع بتوليد الطاقة في الربع الأخير من عام 2020م، على أن ينتهي العمل في المشروع عام 2022م.

### طاقة مائية
بلغ إجمالي الطاقة الكهربائية (الكهرومائية) المنتجة من محطات التحلية في عام 2017 أكثر من 45 مليون ميغا واط في الساعة عما كانت عليه عام 2012 23 مليون ميغا واط في الساعة تقريباً. بلغ اجمالي الطاقة الكهربائية (الكهرومائية) المنتجة من محطات التحلية للشركات المرخص لها شاملاً الهيئة السعودية للمياه أعلى مستوياته في عام 2017 حيث بلغ أكثر من 113 مليون ميغاواط في الساعة مقارنة بعام 2012 حيث كان اجمالي الطاقة الكهربائية المنتجة تقريبًا 62 مليون ميغاواط في الساعة.

### طاقة الهيدروجين
بدأت السعودية خطواتها الأولى لتصبح لاعباً أساسياً في سوق الهيدروجين العالمي عبر دخول نيوم في شراكة مع «إير بروداكتس» و«أكوا باور» بقيمة 5 مليارات دولار لبناء منشأة لإنتاج الهيدروجين في نيوم بطريقة صديقة للبيئة لتوفير حلول مستدامة لقطاع النقل العالمي ولمواجهة تحديات التغير المناخي من خلال حلول عملية لتخفيض الانبعاثات الكربونية. تعد هذه الشراكة هي الاستثمار الأول للسعودية في مجال طاقة الهيدروجين المتجددة لتصبح رائدة في سوق الهيدروجين العالمي، ومما يميز هذا الاستثمار كذلك هو وجود شريك دولي متمثلاً في إير بروداكتس الأمريكية، وشريك وطني وهو مجموعة أكوا باور.
المشروع مملوكاً بالتساوي من قبل الشركاء الثلاثة، وسيتخذ من نيوم في المملكة العربية السعودية مقراً له، وبحلول عام 2025 سيصبح جاهزاً لإنتاج الهيدروجين ومن ثم تصديره إلى الأسواق العالمية ليُستخدم كوقود حيوي يغذي أنظمة النقل والمواصلات، كما سينتج نحو 650 طن من الهيدروجين الأخضر يومياً و1.2 مليون طن من الأمونيا الخضراء سنوياً ليساهم بذلك في الحد من انبعاثات غاز ثاني أكسيد الكربون بما يعادل ثلاثة ملايين طن سنويأً.
سيعتمد المشروع المشترك على تكنولوجيا مثبتة الفعالية وعالمية المستوى، وسيجمع بشكل متكامل بين توليد ما يزيد على أربعة غيغاواط من الطاقة المتجددة المستمدّة من الطاقة الشمسية وطاقة الرياح والتخزين بالإضافة إلى إنتاج الهيدروجين من خلال التحليل الكهربائي باستخدام تقنية (thyssenkrupp) وإنتاج النيتروجين عن طريق فصل الهواء باستخدام تقنية «إير بروداكتس» المثبتة في هذا المجال وإنتاج الأمونيا الخضراء باستخدام تقنية (Haldor Topsoe).

### وقود حيوي مستدام
تقوم شركة جازان للطاقة والتنمية "جازادكو" ببناء وتطوير مصنع في مدينة الملك عبد الله الاقتصادية، لإنتاج وقود الديزل الحيوي (ميثيل إستر) من مخلفات زيت الطعام والمواد الخام الأخرى التي يكون مصدرها المملكة العربية السعودية والدول المجاورة، الطاقة الإنتاجية للمصنع تبلغ 45 ألف طن متري سنويًا، وذلك بهدف تصدير منتج الديزل الحيوي إلى أوروبا والأسواق الأخرى. رأس مال المصنع قدره 56.25 مليون ريال (15 مليون دولار) في المرحلة الأولى. الذي يتكون من أربع مراحل، ستتم المساهمة في رأس ماله بنسبة تملك 43٪ لجازادكو ونسبة 57٪ لشركة ديلانتي تريدنق كوربوريشن. وتاريخ البدء في إنشاء المشروع في الربع الأول من 2019، ويتوقع الانتهاء من المرحلة الأولى في الربع الأول من عام 2020، وعلى أن يبدأ التشغيل التجريبي في نفس التوقيت، ولمدة 3 أشهر، ليبدأ بعدها في الربع الثاني الإنتاج التجاري.

## أنواع طاقة متجددة تحت الدراسة في السعودية

### طاقة حرارية جوفية
الطاقة الجوفية الحرارية لاتعتبر حالياً مصدراً رئيسياً لتوليد الكهرباء أو التدفئة في المملكة العربية السعودية، وذلك بسبب عدم وجود دراسات تفصيلية وعدم قدرتها على منافسة مصادر الطاقة الأخرى. بالإضافة إلى ذلك، تمتلك المملكة العربية السعودية القدرة على الاستفادة من استخدام مضخات الحرارة الضحلة المقترنة بالأرض (الجيوحرارية)، وذلك باستخدام الأرض بمثابة مصدر حراري لاستحداث تبريد أكثر كفاءة في المباني. حيث تشير الدراسات الأولية إلى إمكانية تطوير الطاقة الحرارية الأرضية المستمدة من حقول الحمم البركانية القديمة والينابيع الساخنة والصخور الحرارية إلى طاقة في المملكة العربية السعودية.

## الاستخدامات

### مشروع البحر الأحمر
مشروع البحر الأحمر المقرر أن يصبح الوجهة السياحية الأولى في المنطقة التي تعمل بالطاقة المتجددة. ستشغل جميع مرافق المشروع بالكامل من خلال الطاقة المتجددة، والتي تتضمن أمدادات المياه الصالحة للشرب، ومعالجة مياه الصرف الصحي، وأنظمة تبريد المناطق لست عشرة فندقاً، بالإضافة للمطار الدولي، والبنى التحتية. سيتم توليد الطاقة للمشروع من خلال ألواح الطاقة الشمسية وتوربينات الرياح لتلبية الطلب الأولي البالغ 210 ميغا واط ومن المتوقع زيادة الطلب مع تقدم المشروع.
وستزود هذه الاتفاقية وجهة المشروع ومرافقه بحوالي 650,000 ميغاواط من الطاقة المتجددة بنسبة 100% وانعدام انبعاثات الكربون. وتقدر كمية الانبعاثات الكربونية في الغلاف الجوي التي يمنعها مشروع البحر الأحمر من خلال اعتماده لتزويد الوجهة بالطاقة المتجددة بالكامل بحوالي نصف مليون طن سنوياً. ويشتمل المشروع على أكبر منشأة لتخزين البطاريات في العالم بقدرة تصل إلى 1000 ميغا واط، مما سيمكن وجهة مشروع البحر الأحمر من الاستقلال بشكل تام عن محطة الكهرباء الوطنية والاعتماد بالكامل على الطاقة المتجددة.

### مشروع محطة الجبيل
مشروع محطة الجبيل 3 (أ) لتحلية المياه، سيشغل من خلال محطة كهربائية تعمل بالطاقة الشمسية لتوفير احتياجاتها من الطاقة الكهربائية وتخفيف العبء على شبكة الطاقة.

## وصلات خارجية
- المنصة الالكترونية لبرنامج الطاقة المتجددة
- البرنامج الوطني للطاقة المتجددة في المملكة العربية السعودية